# Gottfried Merzbacher

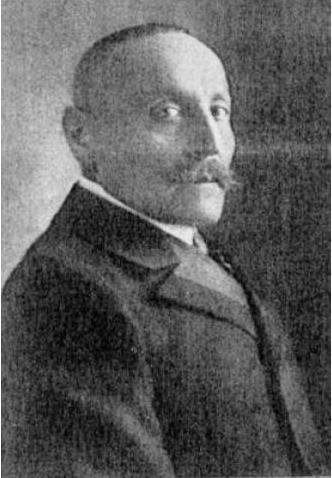
Gottfried Merzbacher

Gottfried Merzbacher (* 9. Dezember 1843 in Baiersdorf; † 14. April 1926 in München) war ein deutscher Geograph, Alpinist und Forschungsreisender.

## Leben
Gottfried Merzbacher wurde am 9. Dezember 1843 im mittelfränkischen Baiersdorf bei Erlangen als viertes von sieben Kindern des jüdischen Fell- und Pelzhändlers Max Marcus Merzbacher geboren. Nach dem Verlassen der Realschule Erlangen erlernte er das Kürschnerhandwerk und stieg in das Geschäft seines Vaters ein. In Paris, London und St. Petersburg wurde er zum Kaufmann ausgebildet. 1868 eröffnete er in München in der Residenzstraße 14 sein eigenes Pelzwarengeschäft.
1876 wurde er Mitglied im Deutschen und Österreichischen Alpenverein. In den folgenden Jahren gelangen ihm mit verschiedenen Bergführern zahlreiche Erstbesteigungen in den Ostalpen, insbesondere in den Dolomiten. Mit Johann Santner erkundete er die Langkofel- und die Schlerngruppe. Im September 1878 gelang ihm mit seinen Führern Cesare Tomè und Santo Siorpaes innerhalb von 10 Tagen mit dem Monte Bozzon in der Palagruppe, dem Monte Schiara und dem Sasso di Bosconero in der Bosconerogruppe gleich drei Erstbesteigungen. Im Jahr darauf war es vor allem die Marmolatagruppe, die sein Interesse weckte. Mit Tomè und den Fassaner Brüdern Giorgio und Giovanni Bernard gelang ihm unter anderem die Erstbesteigung des Gran Vernel. Zudem entdeckte er im gleichen Sommer seine Liebe zur Brentagruppe. 1881 war er im Wilden Kaiser unterwegs und bestieg den Totenkirchl zusammen mit Peter Soyer als erster. In seinem Gipfelbuch konnte er 1881 unter anderem auch die Erstbesteigungen des Ellmauer Tores, der beiden Hochgrubachspitzen sowie mehrere Erstbegehungen in der Rosengartengruppe verzeichnen. Bis 1887 konzentrierte er seine alpinistischen Tätigkeiten insbesondere auf die Brentagruppe sowie auf die Dolomiten im Fassa- und Grödnertal.
Nachdem er sein finanziell sehr gut laufendes Geschäft 1888 verkauft hatte, widmete er sich vollends dem Alpinismus und begann mit dem Studium alpinistischer Expeditionen. 1889 verließ er erstmals Europa und reiste nach Nordafrika. Zwei Jahre später unternahm er mit dem Tiroler Bergsteiger Ludwig Purtscheller seine erste Kaukasusexpedition. Seine vormals in seinem Beruf erworbenen Sprachkenntnisse sollten ihn nicht nur auf dieser Reise, sondern später auch bei seinen Vorträgen und Publikationen zugutekommen. 1892 war er erneut im Kaukasus, diesmal im östlichen Teil sowie erstmals im zentralasiatischen Tian-Schan-Gebirge. Zwischen 1893 und 1894 bereiste er Persien, Mesopotamien, den Oman, Kaschmir, Indien und Ceylon. Dabei unternahm er Bergtouren im Westhimalaya und Karakorum. 1895 gehörte er zu den Gründungsmitgliedern der Sektion Bayernland des Deutschen und Österreichischen Alpenvereins.
Im Jahr 1901 erschien sein zweibändiges Werk Aus den Hochregionen des Kaukasus mit einer in der Folgezeit grundlegenden Karte dieses Gebirges, gezeichnet vom Topographischen Bureau des bayr. Generalstabes unter der Leitung von K.Neureuther (Merzbacherkarte). In dem Werk ging er weit über geographische und alpine Beschreibungen hinaus. Ein besonderes Augenmerk legte er auf die Bewohner, auf deren kulturelle, religiöse, sozialen und wirtschaftlichen Aspekte, der von ihm bereisten Regionen. Es lag ihm daran, die bis dahin in der deutschsprachigen Literatur weitverbreiteten Irrtümer über die Kaukasusregion zu beseitigen, wie er in seinem Vorwort festhielt. Seine Kaukasusberichte wurden mehrfach, auch international, rezensiert. Womöglich war die Verleihung der Ehrendoktoraktswürde der Münchner Universität 1901 eine direkte Folge der Veröffentlichung der vielbeachteten Arbeit. Nach Grimm leitete sie die deutsche außeralpine Hochgebirgsforschung ein.
Im April 1902 brach Merzbacher zu seiner vierten Asienexpedition auf, bei der er den bis dahin kaum erforschten zentralen Tian Shan erforschte. Auf der von der Russischen Geographischen Gesellschaft unterstützten Expedition begleiteten ihn der Geologe Hans Keidel, der Alpinist Hans Pfann und der Bergführer Franz Kostner. Den Winter 1902/03 verbrachte er im chinesischen Kaschgar am Rande des Tarimbeckens, bevor er seine Expedition bis zum Dezember 1903 fortsetzte. Auf der Suche nach dem legendären Berg Khan Tengri entdeckte er 1903 den heute als Merzbacher-See bekannten Eisstausee am Inyltschek-Gletscher, der für seine Ausbrüche bekannt und gefürchtet ist.
Nach seiner Rückkehr widmete er sich zwischen 1904 und 1906 dem Schreiben und veröffentlichte mehrere Berichte über seine Expedition im zentralen Himmelsgebirge. Mit seinem 1906 in London publizierten Werk The Central Tian-Shan Mountains erlangte er endgültig internationale Anerkennung. Im April 1907 brach er im Gefolge der Jagdexpedition von Prinz Arnulf von Bayern mit dem Geologen Kurt Leuchs zu einer Expedition in den östlichen Teil des Tian Shan auf. Dabei erkundete er unter anderem die zu China gehörende Bogdo-Ola-Gruppe. Nach dem Winterquartier in Kuldscha setzte er seine Forschungsreise, diesmal in Begleitung des Geologen Paul Gröber fort. Im Oktober 1908 zwangen ihn heftige Schneestürme zur vorzeitigen Rückreise nach Europa. Es sollte Merzbachers, mittlerweile fast 65 Jahre alt, letzte Rückkehr aus Asien sein.
Fortan beschäftigte er sich mit der Publikation der Ergebnisse seiner Forschungsreisen. Zudem korrespondierte er mit zahlreichen geographischen Gesellschaften in Europa und mit internationalen Wissenschaftlern verschiedener Fachrichtungen. Nach dem Ersten Weltkrieg sah der sich in finanzielle Schwierigkeiten geratene Merzbacher gezwungen, seine umfangreiche Bibliothek und seine ethnologischen Sammlungen 1923 an den bayerischen Staat zu verkaufen. Im Gegenzug wurde ihm dafür ein Leibrentenvertrag zugesichert.
Gottfried Merzbacher starb am 14. April 1926 mit 82 Jahren nach kurzer Krankheit in München. In der NS-Zeit wurde er totgeschwiegen und geriet fast in Vergessenheit. Der Großteil seiner Bibliothek und seiner Sammlungen gingen vermutlich im Zweiten Weltkrieg verloren. Sein Urnengrab auf dem Waldfriedhof in München wurde 1957 von der Öffentlichkeit unbeachtet aufgelöst. Auch in der Sowjetunion wurden seinen Arbeiten nicht veröffentlicht. Erst nach Ende des Kalten Krieges, begann das Interesse an ihm wieder zu erwachen.

## Ehrungen und Mitgliedschaften
1901 erhielt Gottfried Merzbacher von der Universität München den Ehrendoktortitel, 1902 wurde er zum zweiten Vorsitzenden der Münchner Geographischen Gesellschaft gewählt, im Jahr 1905 erhielt er den Verdienstorden vom Heiligen Michael III. Klasse und 1907 wurde er zum Prof. h. c. ernannt. 1908 wurde er korrespondierendes Mitglied der Kaiserlich Russischen Geographischen Gesellschaft in St. Petersburg, 1909 folgte seine Ernennung zum korrespondierenden Mitglied der Royal Geographical Society in London. 1912 verlieh ihm die Kaiserlich Russische Geographische Gesellschaft die Semjonow-Tjan-Schanski-Medaille in Gold.
Ein 2009 am Inyltschek-Gletscher errichtetes Hochgebirgsobservatorium wurde ihm zu Ehren Gottfried-Merzbacher-Station genannt.

## Werke (Auswahl)
- Zur Topographie der Rosengarten-Gruppe. In: Zeitschrift des Deutschen und Oesterreichischen Alpenvereins. Jahrgang 1884, Band XV., Salzburg 1884, S. 359–403 (Digitalisat)
- Aus den Hochregionen des Kaukasus. Wanderungen, Erlebnisse, Beobachtungen. Duncker & Humblot, Leipzig 1901 (Zweiter Band [abgerufen am 22. April 2017]).
- Forschungsreise im Tian-Schan. In: Sitzungsberichte der mathematisch-physikalischen Klasse der Bayerischen Akademie der Wissenschaften München. 1904, S. 277–369 (zobodat.at [PDF]).
- The Central Tian-Shan Mountains. (PDF; 16,4 MB) An Expedition into the Central Tian-Shan Mountains. Carried out in the years 1902–1903. Royal Geographical Society, 1905, abgerufen am 22. März 2013 (englisch).
- Der Tian-Schan oder das Himmelsgebirge. Skizze von einer in den Jahren 1902 und 1903 ausgeführten Forschungsreise in den zentralen Tian-Schan. In: Zeitschrift des Deutschen und Österreichischen Alpenvereins. Jahrgang 1906, Band XXXVII, Innsbruck 1906, S. 121–151 (Digitalisat).